# La primera fundación de Buenos Aires
La primera fundación de Buenos Aires es una película en blanco y negro de Argentina, cortometraje dirigido por Fernando Birri según su propio guion que se estrenó el 26 de agosto de 1966 integrando el filme Che, Buenos Aires.
La película fue producida en 1959, cuenta con los dibujos de Oski y la colaboración como voz en off de Raúl de Lange.

## Sinopsis
Narra en clave humorística la gesta de Pedro de Mendoza.

## Comentarios
Sobre el filme Che, Buenos Aires del que formó parte La primera fundación de Buenos Aires se hicieron estos comentarios:
Manrupe y Portela escribieron:

”Recopilación de cinco buenos trabajos realizados años antes.”

La revista Gente opinó:

”Un paseo fotográfico…En cualquier colectivo se conoce mejor.”

La nota firmada por RAI en El Mundo dijo:

”El fenómenor Buenos Aires…el valor de la comunicación de un cine olvidado, el cortometraje.”

La Nación comentó en su nota crítica:

”Personalidad homogénea y coherente…feliz iniciatia  de reunir estos cinco cortometrajes.”